# Tymoteusz Szretter

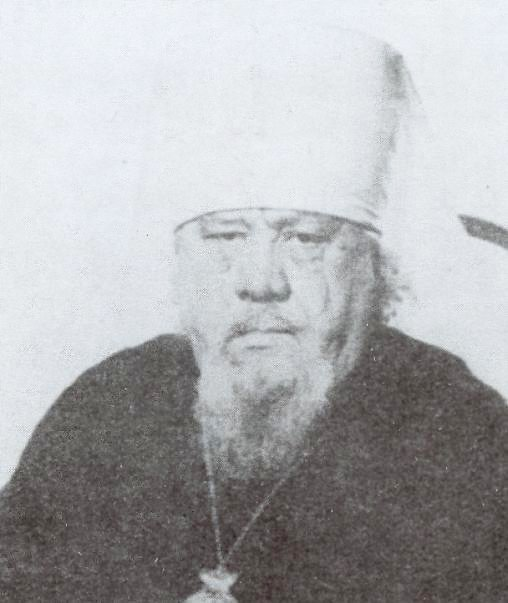
Tymoteusz Szretter v roce 1962

Tymoteusz Szretter (16. května 1901 Tomachów u Rovna – 20. května 1962 Varšava) byl polský pravoslavný teolog a kněz, biskup a metropolita polské pravoslavné církve pro Varšavu a celé Polsko.
Narodil se pod jménem Jerzy Szretter ve Volyni a posléze studoval pravoslavnou teologii na Varšavské univerzitě. Studium dokončil v roce 1930 a vzápětí byl ordinován. V roce 1938 po smrti své ženy přijal řeholní sliby a 27. listopadu se stal biskupem.